# André Stein
André Loyola Stein, född 19 augusti 1994 i Vila Velha, Brasilien, är en beachvolleyspelare.
Han har spelat tillsammans med Vinicius Rezende (2014–2015), Oscar Brandão (2016), Ricardo Santos (2016), Evandro Oliveira (2017–2018). Alison Cerutti (2018), George Wanderley (2019-).
Tillsammans med Evandro Oliveira blev han världsmästare och vann FIVB Beach Volleyball World Tour 2017, med  George Wanderley tog han brons vid VM 2022.